# Слива вербова
Слива вербова, китайська слива, японська слива (Prunus salicina) — вид квіткових рослин із підродини мигдалевих (Amygdaloideae).

## Біоморфологічна характеристика
Це дерево 9–12 метрів заввишки. Гілки від пурпурно-коричневого до червонувато-коричневого; гілочки жовтувато-червоного забарвлення. Прилистки лінійні, край залозистий, верхівка загострена. Листки: ніжка 1–2 см; пластина подовжено-обернено-яйцеподібна, вузько-еліптична чи рідше видовжено-яйцеподібна, 6–8(12) × 3–5 см, адаксіально (верх) темно-зелена та блискуча, край подвійно городчастий, верхівка від гострої до коротко-хвостатої. Квіти зазвичай по 3 в пучку, 1.5–2.2 см в діаметрі; чашолистки видовжено-яйцеподібні, ≈ 5 мм, ззовні голі, край нещільно зазубрений, верхівка від гострої до тупої; пелюстки білі, подовжено-обернено-яйцеподібні, основа клиноподібна, край біля верхівки вирізаний. Кістянка жовта чи червона, іноді зелена чи пурпурна, куляста, яйцеподібна чи конічна, 3.5–5 см у діаметрі, до 7 см у діаметрі. Цвітіння: квітень; плодоношення: липень–серпень.

## Поширення, екологія
Ареал: Китай, Східний Сибір, Тайвань, В'єтнам. Населяє рідколісся, узлісся, зарості, чагарники, вздовж стежок у горах, береги річок у долинах, також культивовані; 200—2600 метрів.

## Використання
Плоди їдять сирими чи приготовленими. М'якуш солодкий і соковитий, дуже стійкий до гниття.
Кажуть, що плід добре втамовує спрагу та використовується для лікування артриту.
З листя можна отримати зелений барвник. З плодів можна отримати барвник від темно-сірого до зеленого.
Цей вид має потенціал для використання як донора генів для покращення врожаю видів Prunus.

## Галерея

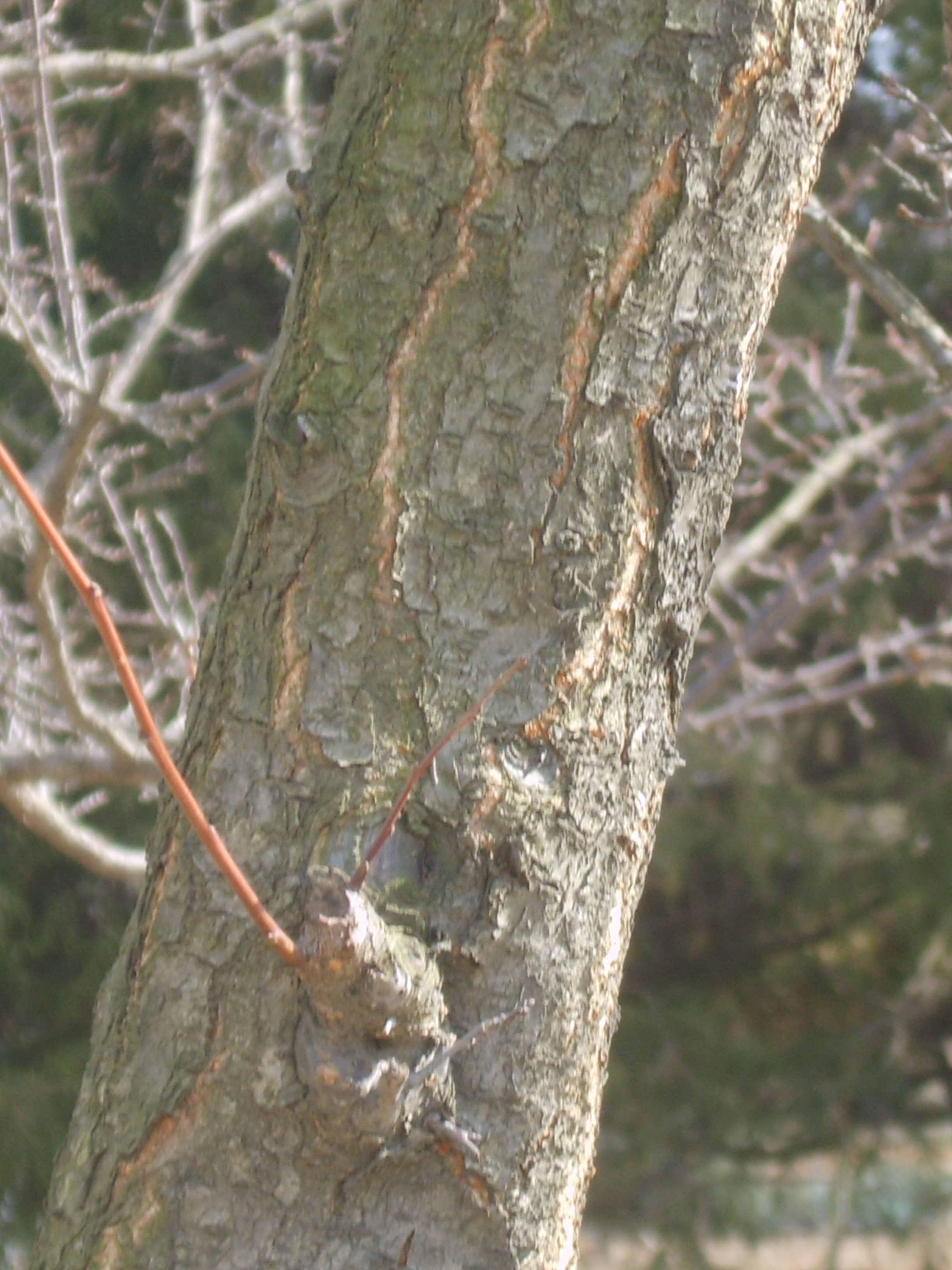
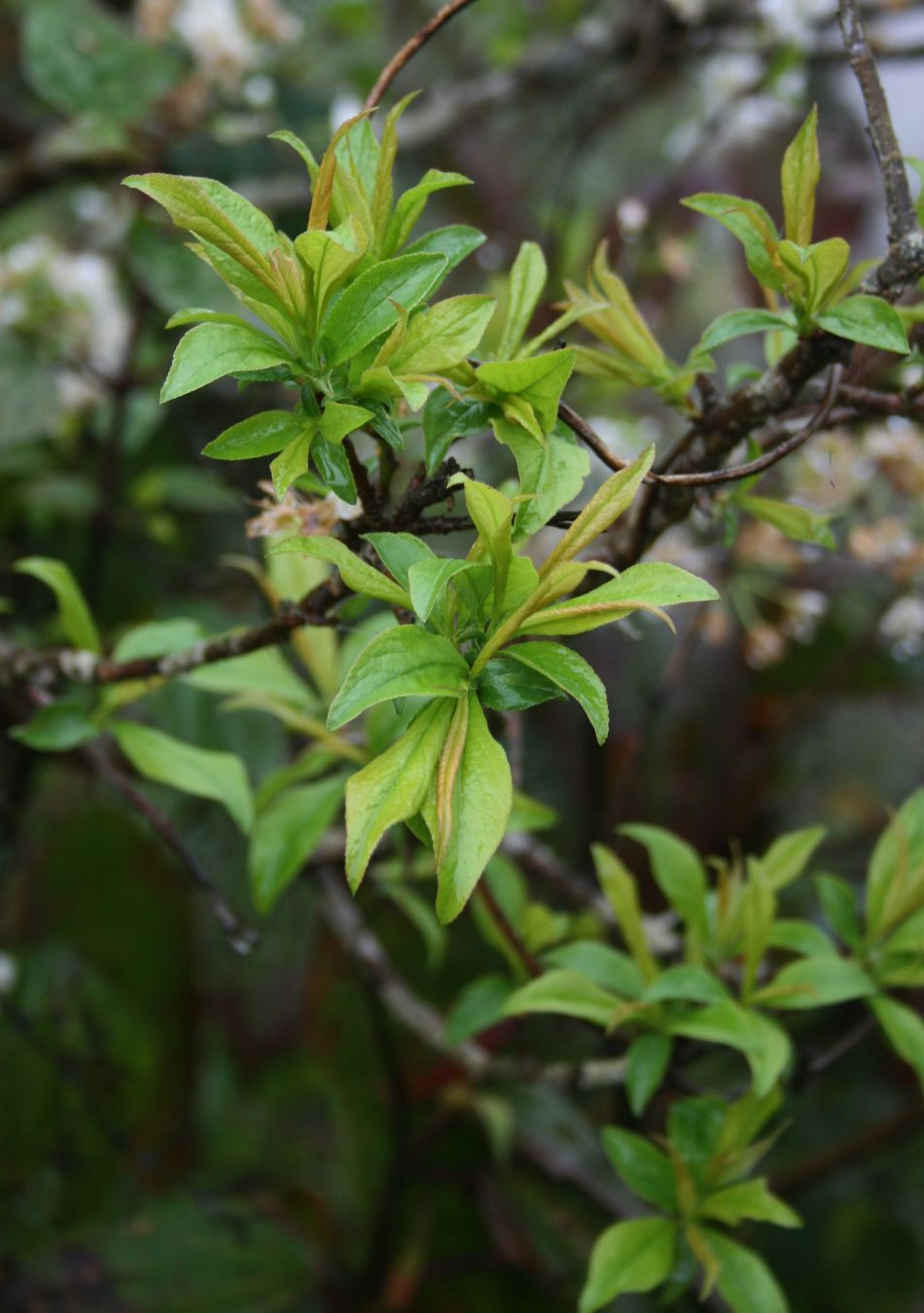
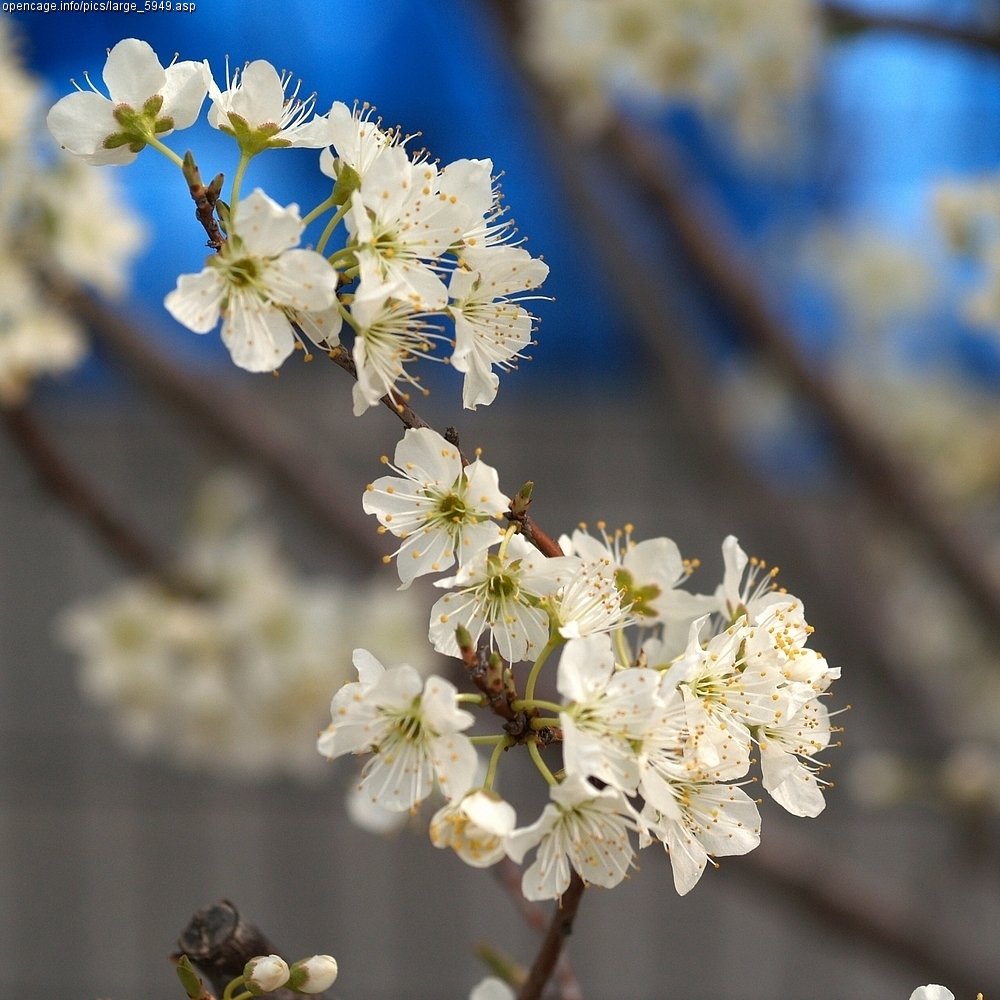
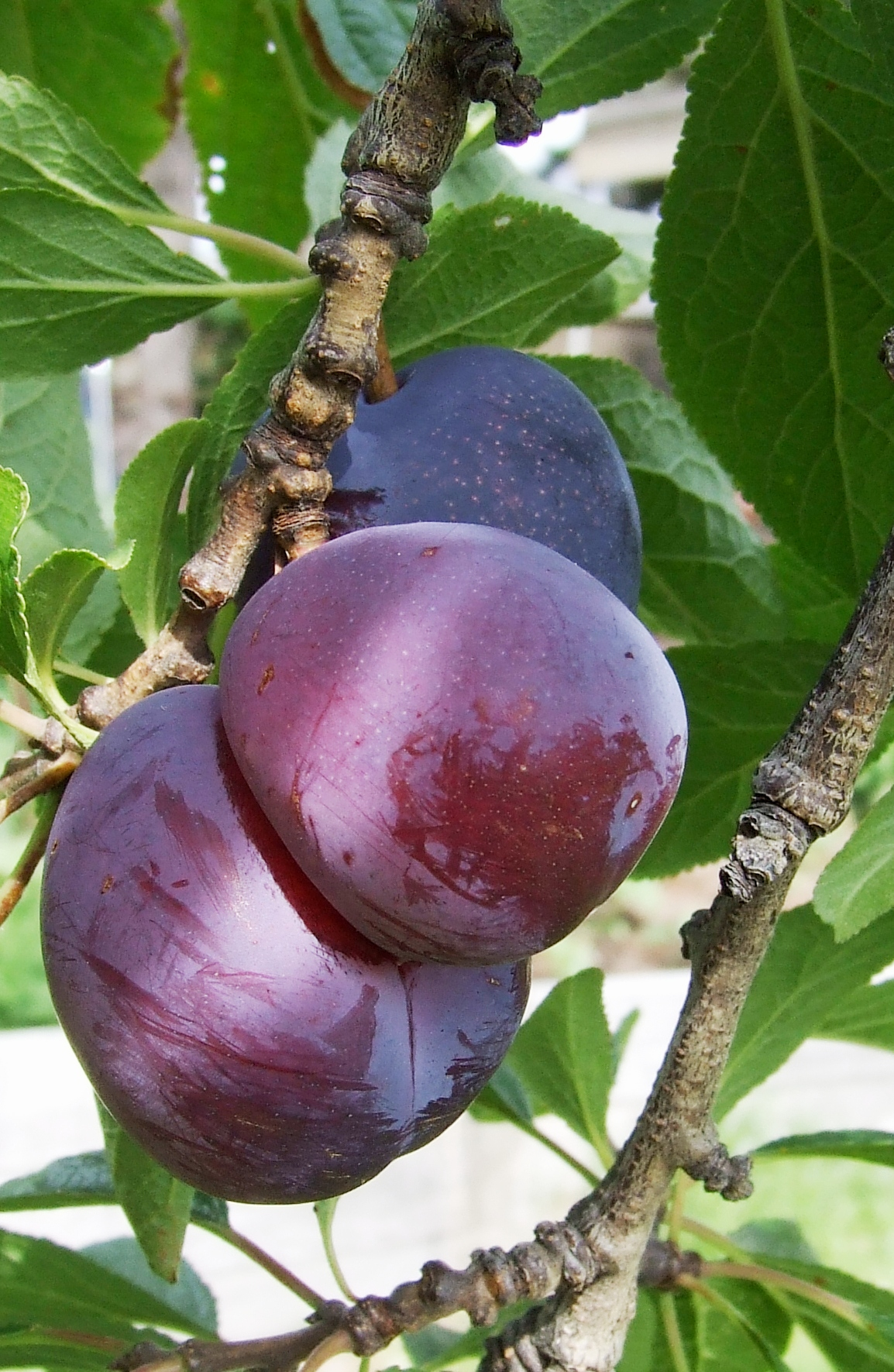
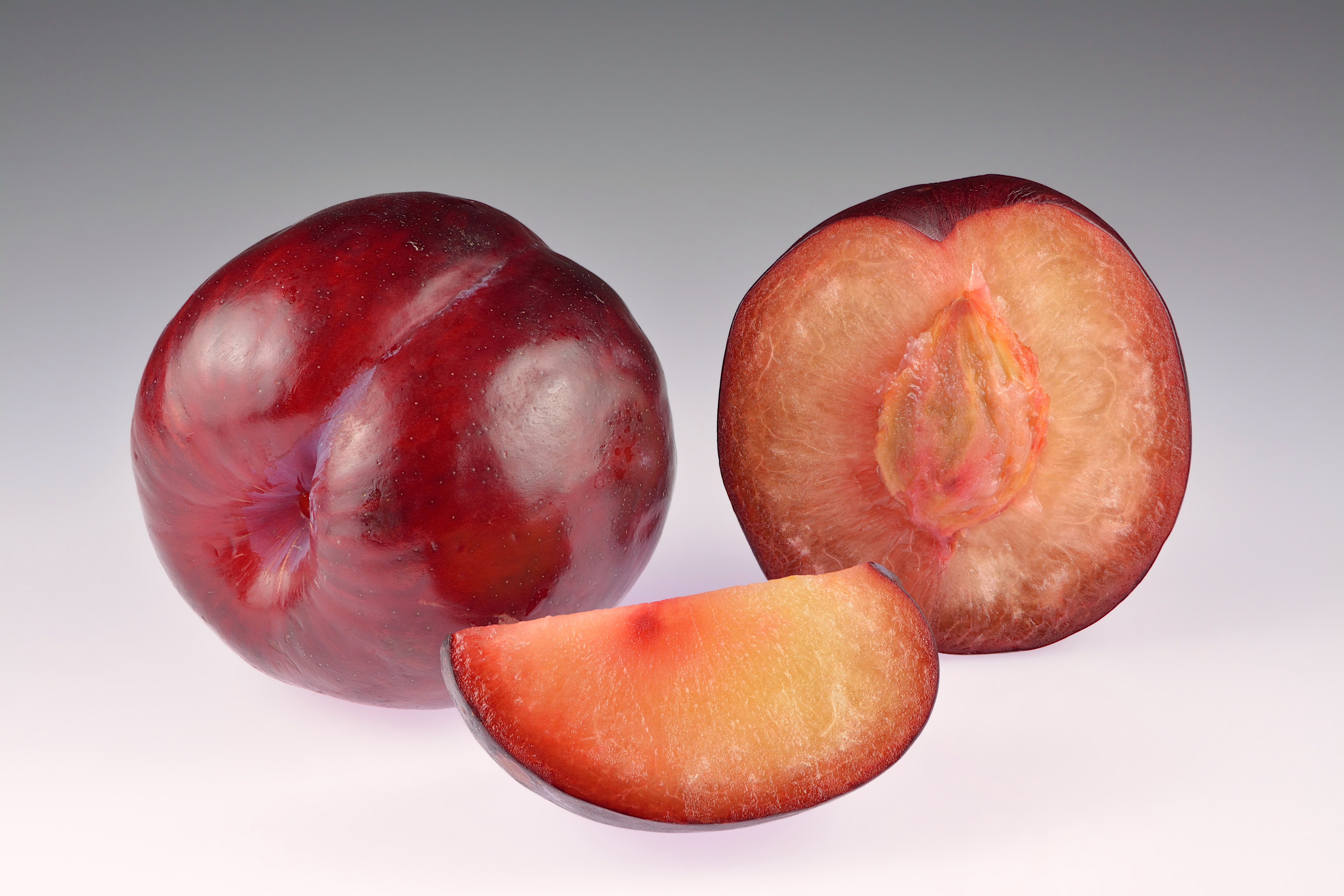